# La baby-sitter 3
La baby-sitter 3 è il tredicesimo libro della collana horror per ragazzi Super brividi dello scrittore R.L. Stine ed è il seguito de La baby-sitter 2

## Trama
Jenny trova lavoro come banconista in un negozio di ciambelle al centro commerciale. Girando per il centro commerciale con Rick e Claire, nota un signore che stacca la testa al proprio figlio e inizia ad urlare: ma è un bambolotto! La sera stessa, la madre le dice che la cugina di Jenny, Debra, l'ha invitata a casa per passare le vacanze estive, e Jenny accetta, almeno per rilassarsi un po'. Quando Jenny arriva da Debra, scopre che la cugina ha trovato lavoro come baby-sitter per un bambino di un anno e a Jenny tornano in mente i brutti eventi di due anni prima e racconta tutto a Debra. Qualche tempo dopo, anche Debra inizia a ricevere le chiamate che hanno terrorizzato la cugina ma chi può essere, visto che chi aveva terrorizzato la cugina non conosceva lei? Lì per lì pensa che era un suo amico, al quale faceva chiamate scherzose e per vendicarsi aveva iniziato a chiamarla. Una sera le due cugine, tornando a casa, trovano un bambino (rivelatosi un bambolotto) fuori casa di Debra e rimangono sconvolte, convinte che sia il bambino a cui Debra fa da baby-sitter. Passa il tempo e le chiamate a Debra continuano e lei continua a chiedersi il motivo e, soprattutto, chi può chiamare proprio lei, al posto della cugina. Una sera, durante il temporale, Debra sta al lavoro e mentre sale a controllare il piccolo, scopre che il piccolo è sparito ed è convinta che sia stato il misterioso maniaco che la continua a perseguitare telefonicamente...